# Diana Bustamante
Diana Bustamante Escobar (geboren in Medellín, Kolumbien) ist eine kolumbianische Filmproduzentin, Regisseurin und Programmerin, die dem kolumbianischen Kino zu einer verstärkten Internationalisierung verholfen hat. Ihren Durchbruch hatte sie mit den Filmen La Playa D.C. (2012), La tierra y la sombra (2015) und Memoria (2021).

## Leben
Diana Bustamante wuchs in Medellín, Kolumbien auf. Dort studierte sie zwei Jahre Chemie bevor sie ihre Leidenschaft für die Filmindustrie entdeckte. Sie zog nach Bogotá und studierte Film und Fernsehen an der Universidad Nacional de Colombia. Noch als Studentin wirkte sie an der Produktion des 16-mm-Kurzfilmes Uno de esos días (dt.: Einer jener Tage) des Regisseurs Jorge Forero mit.
Als Dozentin arbeitet sie an der Universidad Nacional de Colombia und an der Universidad de Buenos Aires.

## Beruflicher Werdegang
Bustamante begann im Jahr 2000 damit, Kurz- und Dokumentarfilme zu produzieren. 2008 gründete sie gemeinsam mit den Regisseuren Cristina Gallego und Ciro Guerra die Filmproduktionsgesellschaft Ciudad Lunar Producciones. 2009 produzierte sie den Film El vuelco del cangrejo, der auf dem Filmfestival in Toronto Premiere feierte und in Cannes eine Anerkennung erhielt. 2011 startete sie die Produktionsfirma Burning Blue und produzierte weitere Filme. Der Spielfilm Los Hongos gewann 2014 den Jury-Preis beim internationalen Locarno Film Festival
Über die Produktion kam sie zur Regie. Im Dokumentarfilm Nuestra Pelicula führte sie Regie. Er wurde 2022 in Bilbao nominiert und ausgezeichnet. Aus Archivmaterial erstellte sie eine Collage mit Wiederholungen und Erinnerungen über die Achtziger und Neunziger Jahre in Kolumbien.
Seit Jahren vertritt sie international das kolumbianische Kino. Bereits zweimal präsentierte sie eigene Filme auf dem Forum der Berlinale: 2010 stellte sie Crab Trap von Oscar Ruíz Navia vor, der mit dem FIPRESCI-Preis ausgezeichnet wurde, 2015 war es Violencia von Jorge Forero. In Cannes feierten ihre Filme Land and Shade von César Augusto Acevedos (2015), Refugiado (2014) von Diego Lerman und Buy Me a Gun von Julio Hernández (2018) Premiere.
Von 2014 bis 2018 war Bustamante Künstlerische Leiterin des Cartagena International Film Festivals. 2019 nahm sie an der Berlinale als Talent in der Kategorie „Producer, Editor“ teil.
Bustamante war 2021 war Mitproduzentin des Films Memoria des Regisseurs Apichatpong Weerasethakul mit Tilda Swinton als Hauptdarstellerin, der auf den 74. Internationalen Filmfestspielen von Cannes uraufgeführt wurde und den Jury-Preis erhielt. Parallel produzierte sie Noviembre von Tomás Corredor.
2023 gehörte Bustamante mit Emilie Bujès und Mark Cousins der Jury für den Berlinale Dokumentarfilmpreis an. Sie vergaben den Preis an Tatiana Huezo für den Film El Eco.

## Filmografie (Auswahl)
Hier die wichtigsten von ihr produzierten Filme:
- 2000: Uno de esos días (Kurzfilm)
- 2005: Al son del parque (Dokumentarfilm)
- 2006: In-seguridad (Dokumentarfilm)
- 2006: Oposición-fusión (Dokumentarfilm)
- 2006: Mimo (Kurzfilm)
- 2009: El vuelco del cangrejo
- 2009: Los Viajes del Veinto, Kolumbien[17]
- 2012: La Playa D.C.
- 2012: La Sirga
- 2013: Solecito (Kurzfilm)
- 2014: Refugiado
- 2014: Los Hongos
- 2015: Violencia
- 2015: La tierra y la sombra
- 2017: Siete cabezas
- 2021: Memoria
- 2022: Nuestra Película (Dokumentarfilm)

## Auszeichnungen
- 2022: First Film Award für Nuestra Película, ZINEBI Bilbao International Festival of Documentary and Short Films